# Verbicaro rosso riserva
Il Verbicaro rosso riserva è un vino DOC la cui produzione è consentita nella provincia di Cosenza.

## Caratteristiche organolettiche
- colore: rosso rubino più o meno carico
- odore: vinoso, delicato, caratteristico
- sapore: gradevole, asciutto, vellutato, talvolta leggermente aromatico

## Produzione
Provincia, stagione, volume in ettolitri
- nessun dato disponibile